# August Wittmann
Pour les articles homonymes, voir Wittmann.
August Wittmann était un General der Infanterie (général d'infanterie) allemand durant la Seconde Guerre mondiale.

## Biographie
En 1914 au début de la Première Guerre mondiale il rejoint le 1er régiment d'artillerie de campagne (de) de l'armée bavaroise et combat aux fronts de l'Est et de l'Ouest.
Durant la Seconde Guerre mondiale comme général de division il participe à la bataille des Pays-Bas, la bataille de Grèce, la bataille de Crète, la bataille du Dniepr, au Front yougoslave, à l'offensive de Belgrade, l'offensive de Prague. Il commande la 3e et la 1re division de Montagne.

## Décorations
- Croix de fer (1914)
  - 2e Classe
  - 1re Classe